# B401 (België)
De B401 is een korte verbindingsweg (bretelle) in Gent in België. De weg is deels ingericht als autosnelweg, deels autoweg, en verbindt via het knooppunt Gent-Centrum de E17/A14 met het centrum van Gent, meer bepaald het Koning Albertpark en de buurt van het Zuid. De weg heeft in Ledeberg nog een op- en afrit, die zorgt voor een snelle verbinding met de kleine Gentse ring, de R40. Vrachtwagens (+3,5t) zijn er verboden.
De weg loopt vrijwel het gehele eind over een groot viaduct, genaamd het Zuidviaduct. De B401 opende in oktober 1972. Rond de millenniumwisseling begon de weg, en dan vooral het viaduct, in slechte staat te geraken door afwezigheid van onderhoud. Tegelijkertijd werd de roep om de afbraak van (het laatste deel van) het viaduct steeds luider. Het zou namelijk getuigen van een verouderde mobiliteitsvisie om verkeer van de autosnelweg tot zo diep in het centrum te brengen. Niettemin werd in 2014 overgegaan tot een grootschalige renovatie van het viaduct, onderhoud dat volgens de bevoegde instanties echt niet meer kon uitgesteld worden. Tijdens deze renovatie is het wegdek met tussen onder en bovenlag (asfalt) nieuwe afdichting opnieuw aangelegd, nieuwe voegen, nieuwe middenberm en vangrails, nieuwe verlichting (de afgedragen betonnen palen en oude armaturen van Schréder werden vervangen) en bewegwijzering werden geplaatst, ook alle afwatering werd vernieuwd en het betonrot werd aangepakt. Tussen het eigenlijke viaduct en de aansluitingen met de E17 werd ook een groot deel van de bovenlaag asfalt vernieuwd. Al deze werken werden afgerond eind november 2014.
In 2024 noemde een studie van het Agentschap Wegen en Verkeer de sluiting van het laatste deel van het viaduct (de fly-over) op korte termijn niet mogelijk, maar wel een afbouw van het aantal rijstroken van 2 naar 1, in beide richtingen.

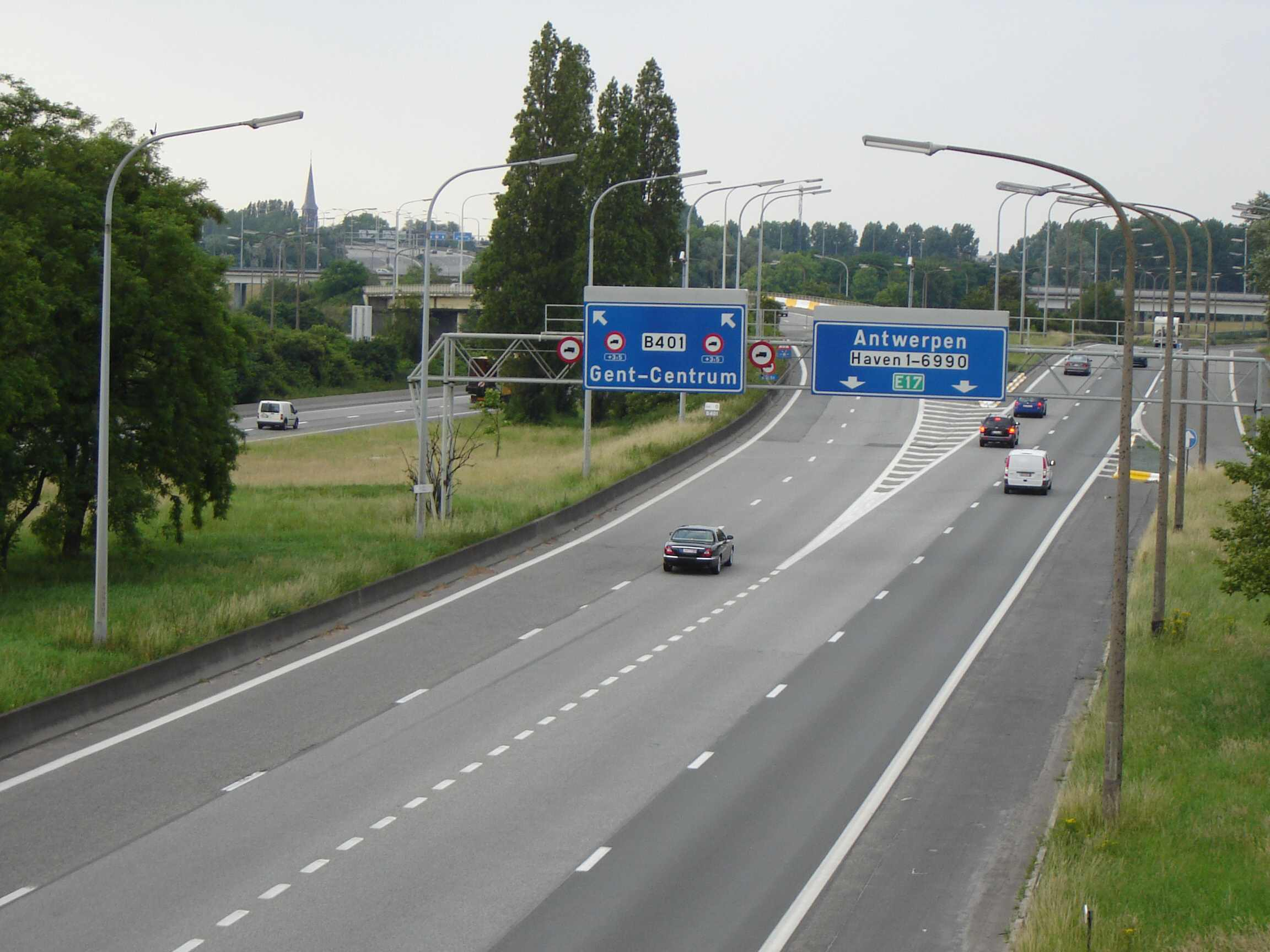
Begin van de B401 vanaf het knooppunt met de A14/E17

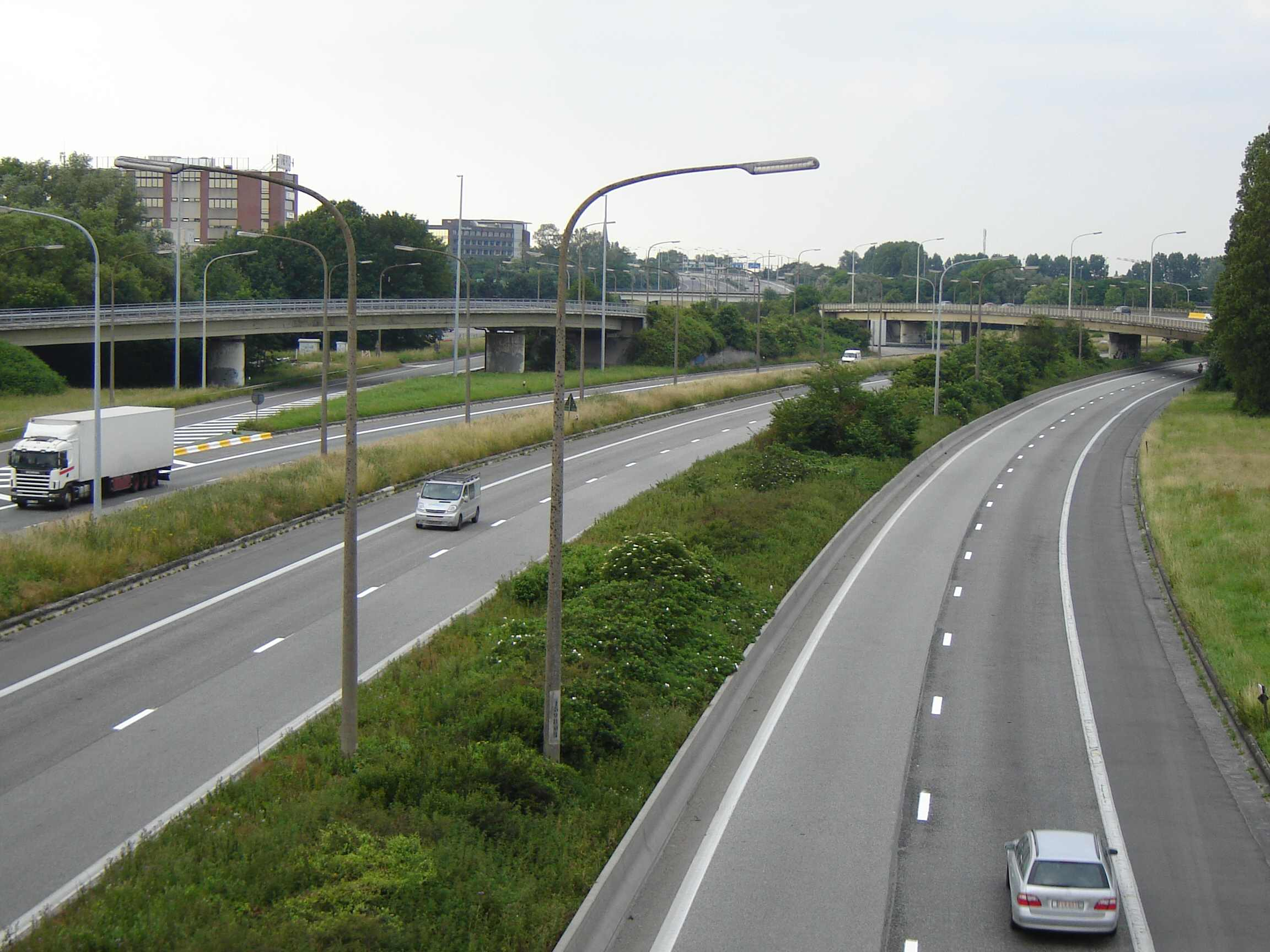
Begin van de B401 over de A14/E17, richting centrum van Gent

B101 · B102 · B201 · B202 · B401 · B402 · B403 · B404 · B501 · B601 · B602 · B901